# Edmond de Valériola
Edmond-Alfred de Valériola (Schaarbeek, 7 februari 1877 - Brussel, 1956) was een Belgisch beeldhouwer.

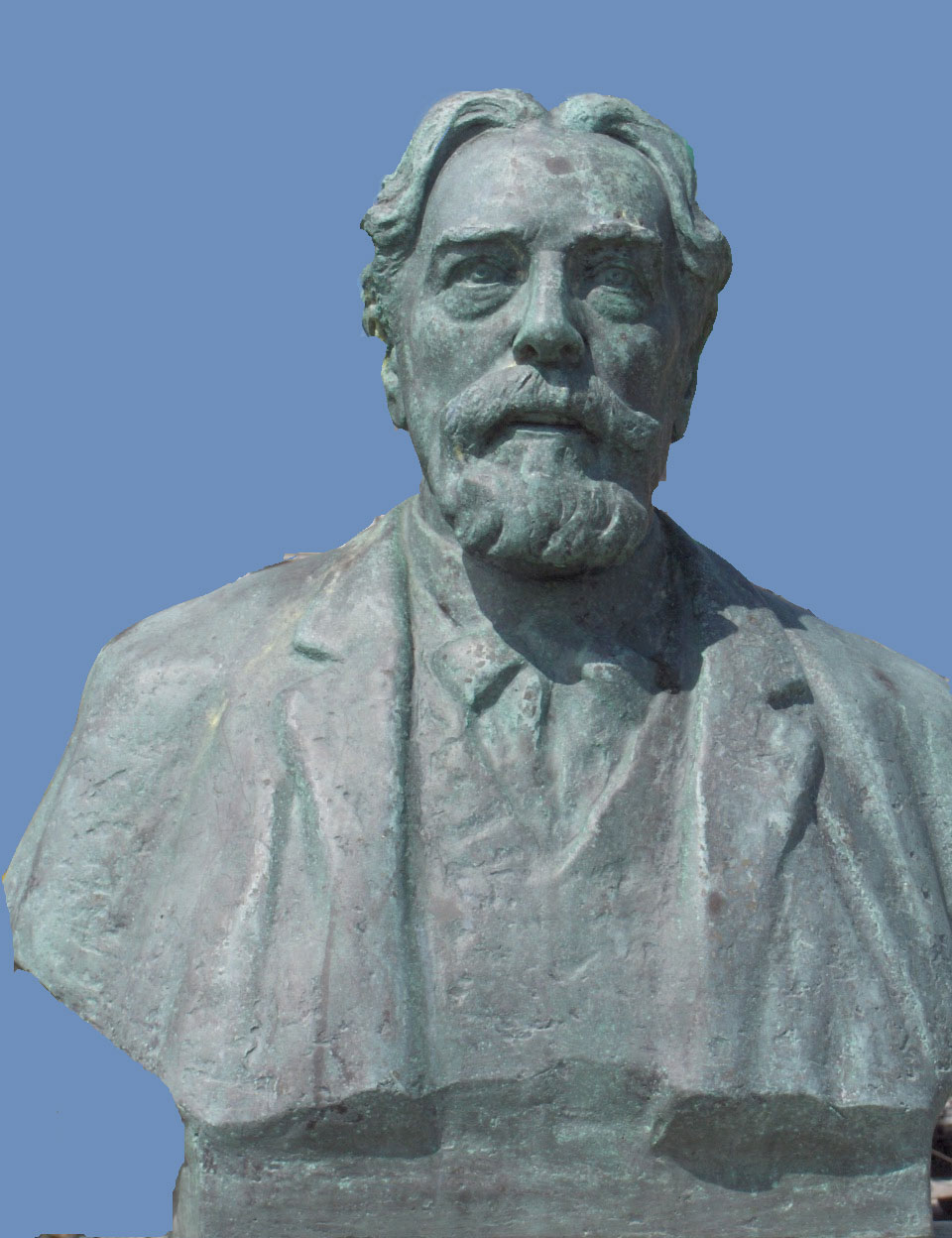
Buste van James Ensor (1930); Leopoldpark, Oostende

Edmond de Valériola was leerling van de Academie te Brussel van 1894 tot 1904. Hij nam deel aan de Romeprijs beeldhouwkunst in 1900, 1903 en 1906. Hij profileerde zich met portretbustes, grafbeelden, genrestukken in realistische stijl, en met penningen.
Speciaal is zijn uitbeelding van een brandweerman. In opdracht van de Belgische staat maakte hij de buste van prof. Bordet. Zijn bekendste werk was het James Ensormonument, bij de kunstenaar besteld door de stad Oostende en in april 1930 onthuld in de tuin van het Oostendse Kursaal: een klassiek figuratief borstbeeld op een gesculpteerde sokkel in art deco. Het monument staat nu in het Leopoldpark.
Hij is ook de auteur van het Monument Prosper-Henri Devos in Anderlecht, het Monument Charles De Coster in Elsene, het Monument Constantin Meunier in Schaarbeek en van het Monument ter ere van Luitenant Generaal Louis Bernheim in Brussel.
De Valeriola woonde Vijverstraat (Rue de l’Étang) 123 in Brussel.

## Penningen
- Herdenking Doden Wereldoorlog I

## Deelname aan deSalons
- Salon 1907, Brussel : “Le Dédain - figure” en “Figure tombale”;
- Salon 1908, Antwerpen : “Grafbeeld” en “Portret van Mevrouw P.”;

## Musea
- Oostende, Mu.ZEE (Kunstmuseum aan Zee)
- Leuven, Stedelijke Verzameling

- RKD-Nederlands Instituut voor Kunstgeschiedenis: 100418